# Micròglia
Les cèl·lules de micròglia són cèl·lules glials amb capacitat fagocitària que formen part del sistema immunitari del sistema nerviós central. Si bé són el principal tipus de macròfag del sistema nerviós, a més de la micròglia, que són cèl·lules residents parenquimals, existeixen macròfags residents no parenquimals (els associats a les meninges, al plexe coroide i els macròfags perivasculars) i macròfags no residents, els macròfags derivats de monòcits infiltrants

## Descripció
Es troben disseminades a la totalitat del SNC, són cèl·lules de mida petita, amb un citoplasma escàs, un nucli oval o triangular i perllongacions irregulars curtes. Funcionen com fagòcits eliminant substàncies de rebuig i estructures danyades del SNC. La micròglia també defensa el sistema nerviós de virus, microorganismes i tumoracions. Quan les seves cèl·lules s'activen secreten citocines.
A diferència de la resta de cèl·lules neuroglials, aquestes cèl·lules no s'originen al tub neural, sinó que tenen un origen mesodèrmic.
També se sap que tenen un paper en la induccció de la mort controlada (apoptosi) en certes regions. A més presenten receptors per a neurotransmissors, com el glutamat i el GABA.

## Història
Victor Babeș va descriure l'activació de la micròglia en un cas d'hidrofòbia (ràbia) el 1897, però sense saber què era. Franz Nissl i F.Robertson van ser els primers a descobrir les cèl·lules de micròglia, i Pío del Río Hortega, un deixeble de Santiago Ramón y Cajal (qui les havia descrit com el tercer element del sistema nerviós), va ser qui les va donar el nom de "micròglia", cap al 1920.

## Ontogènia
Les cèl·lules de micròglia pertanyen a la línia mieloide, i són pèr tant d'origen mesodèrmic, a diferència d'altres cèl·lules glials com els astròcits i els oligodendròcits que són cèl·lules d’origen neuroectodèrmic. Les cèl·lules microglials deriven de progenitors primitius eritromieloides procedents del sac vitel·lí que colonitzen el sistema nerviós en fases molt primerenques del desenvolupament (estadi E9.5 a rates i ratolins). Un cop diferenciades, són cèl·lules de vida llarga que es mantenen al parènquima nerviós per autorenovació. Les cèl·lules de micròglia i els macròfags de les meninges s’originen a partir dels mateixos precursors. En canvi, els macròfags perivasculars s’originen en estadis post-natals a partir de macròfags de les meninges.

## Funcions
Les cèl·lules de la micròglia juguen diversos papers en el sistema nerviós. Aquestes funcions són força diferents en situació normal que en situació patològica.

### Sensors
La principal funció de la micròglia és la de sensors En condicions normals la micròglia escaneja constantment el teixit circumdant. Si les cèl·lules de micròglia no detecten alteracions, com dany cel·lular, presència de patògens o cossos estranys, la seva funció és poc clara. Alguns autors defensen que en absència de dany o infecció, el paper de la micròglia és pràcticament negligible, i això es veu recolzat per experiments on s’ha eliminat farmacològicament vora el 99% de les cèl·lules de la micròglia en ratolins, i aquests animals no han presentat dèficits motors ni de comportament. Ara bé, la micròglia presenta nombrosos receptors per detectar tota mena de molècules associades a dany o a infecció i si, mitjançant aquests receptors, la micròglia detecta senyals de perill (dany, infecció...), aleshores s'activa i té un paper central en una resposta de caràcter inflamatori que es descriu en l’apartat Neuroinflamació.

### Fagocitosi
Les cèl·lules microglials són les cèl·lules residents del sistema nerviós amb una major capacitat fagocitària. Aquesta propietat les permet eliminar patògens, cossos estranys o restes cel·lulars en situacions patològiques. Igualment, en el desenvolupament, permet eliminar la gran quantitat de neurones generades en excés que moren per apoptosi. Es creu que aquesta capacitat fagocitària és també l’encarregada d’eliminar sinapsis poc utilitzades en un mecanisme anomenat esporga sinàptica o “synaptic pruning”.

### Neuroinflamació
En resposta al dany cel·lular o a la presència de patògens o cossos estranys, les cèl·lules de micròglia s’activen. Aquesta resposta de la micròglia activada és central en la denominada resposta neuroinflamatòria. En aquest estat activat les cèl·lules de la micròglia juguen nombroses funcions: poden fagocitar patògens, cossos estranys o restes cel·lulars, alterar la permeabilitat vascular, activar altres cèl·lules glials com els astròcits, promoure l’entrada al parènquima nerviós de cèl·lules sanguínies o donar suport tròfic a cèl·lules danyades. Una característica d’aquest estat activat és una radical reprogramació a nivell transcripcional amb augments i disminucions en la transcripció de milers de gens. Alguns dels factors de transcripció claus en aquesta reprogramació transcripcional en la micròglia són NFkappaB, STATs, C/EBPs i PU.1, entre d'altres.

### Neurotransmissió
A finals del segle XX es va demostrar que els astròcits tenen un paper actiu en algunes sinapsis. Això va donar lloc a la noció de la sinapsi tripartita en la que a més dels 2 elements neuronals clàssics (l'element pre-sinàptic i l'element post-sinàptic) existeix un tercer element astroglial. Alguns autors han postulat posteriorment que la micròglia també és un element actiu en algunes sinapsis i han encunyat el terme "sinapsi quadripartita". Si bé no hi ha dubte que la micròglia expressa receptors per a molts neurotransmissors i respon a aquests, la importància d’aquesta resposta en l’eficiència de la transmissió sinàptica no ha estat demostrada.

## Eines d'estudi
El nostre coneixement sobre les funcions de la micròglia s’ha adquirit al llarg dels anys a través d'aproximacions experimentals diverses. Una de les principals fonts d’aquest coneixement han estat els estudis amb cultius de micròglia

### Models in vitro: cultius microglials

#### Cultius primaris
El protocol més utilitzat consisteix en preparar inicialment cultius de glia mixta primaris de ratolins o rates neonatals. Aquests cultius contenen astròcits i micròglia i a partir d’aquests s’aïlla la micròglia i es preparen els cultius microglials. Es poden preparar també cultius primaris de micròglia a partir de cervell humà, ja sigui fetal o adult. En el cas del cervell humà adult, el teixit s'obté de cirurgia de tumors o per epilèpsia intractable, o bé és teixit post-mortem procedent d'autòpsies ràpides. Els cultius primaris de micròglia humana tenen sovint inconvenients a nivell ètic i logístic.

#### Línies cel·lulars
Algunes de les línies cel·lulars microglials més utilitzades són la línia murina BV2 i la línia humana HMC3.

#### Cultius de cèl·lules microglials diferenciades a partir de cèl·lules precursores
Aquesta estratègia s’utilitza per obtenir cèl·lules humanes amb un fenotip microglial i es una alternativa als cultius primaris. Les dues estratègies més utilitzades són:
- Cultius de cèl·lules amb fenotip microglial diferenciades a partir de cèl·lules mare humanes.
- Cultius de cèl·lules amb fenotip microglial diferenciades a partir de monòcits d’humans adults.

### Models in vivo per l'estudi de la micròglia
Si bé molt del nostre coneixement sobre la biologia de les cèl·lules microglials s’ha obtingut en experiments en cultiu, hi ha molts aspectes que no es poden adreçar treballant en cultiu. Per a estudiar com es comporta la micròglia in vivo, les possibilitats de fer estudis en humans són molt limitades (els estudis de tomografia per emissió de positrons amb marcadors microglials serien una excepció) i cal recórrer als animals d’experimentació. Amb aquesta finalitat s’han desenvolupat models animals, majoritàriament en rosegadors, per a estudiar el comportament de les cèl·lules microglials en el seu entorn natural, el sistema nerviós. Tot seguit en repassem alguns:

#### Animals amb micròglia fluorescent
Hi ha diverses soques d’animals modificats genèticament, especialment ratolins, on la micròglia expressa alguna proteïna fluorescent. Per aconseguir-ho, al genoma d’aquests animals s’incorpora el gen d’una proteïna fluorescent (com GFP, EGFP, tdTomato entre altres) l’expressió del qual està controlada per una regió promotora activa en cèl·lules microglials. La situació ideal és que el promotor s’expressi a totes les cèl·lules microglials i només a les cèl·lules microglials, però el promotor ideal no existeix. El primer promotor utilitzat amb aquesta finalitat fou el promotor CX3CR1 i s’han utilitzat també, entre d'altres, el promotor Iba1, Tmem119, Sall1 o Hexb.
Aquests ratolins amb la micròglia fluorescent tenen diverses aplicacions. Una de les més utilitzades és la possibilitat de visualitzar la micròglia en animals vius mitjançant la microscòpia de dos fotons. També permeten aïllar ex-vivo la micròglia mitjançant FACS pel seu posterior anàlisi.

#### Eliminació de gens específicament a cèl·lules de micròglia
Per a determinar el paper d’una proteïna determinada en les cèl·lules microglials una de les estratègies més utilitzades consisteix en eliminar el gen d’interès específicament a aquestes cèl·lules, en animals vius,. Això s’aconsegueix amb l’estratègia Cre-lox creuant animals que expressin el gen de la recombinasa Cre sota un promotor microglial amb ratolins que expressin el gen d’interès flanquejat per seqüències Lox. Els promotors més utilitzats amb aquesta finalitat són els mateixos que s’utilitzen per generar animals modificats genèticament amb micròglia fluoresecent, per exemple Cx3Cr1 i Tmem119.

#### Animals sense micròglia
En algunes situacions experimentals pot ser interessant eliminar les cèl·lules de microglials en animals vius. Per assolir aquest objectiu s’han utilitzat estratègies genètiques i farmacològiques. Les estratègies genètiques consisteixen en introduir en el genoma d’animals d’experimentació un gen que codifiqui per una proteïna que resulti tòxica per a les cèl·lules on s’expressa, en aquest cas les cèl·lules microglials. El primer exemple d’aquesta estratègia foren els ratolins CD11b-HSVTK i posteriorment n’han aparegut d'altres més específics. Dins de les estratègies farmacològiques trobem el tractament amb antagonistes de CSF1R, un receptor essencial per a la supervivència de la micròglia adulta.

### Marcadors

#### Marcadors histoquímics
Les primeres descripcions de les cèl·lules microglials les van realitzar Franz Nissl i Santiago Ramón y Cajal amb tincions no específiques i es basaven exclusivament en criteris morfològics. L’any 1919 Pío del Río Hortega, mitjançant una modificació d’un mètode d’impregnació amb carbonat de plata va tenyir de forma específica aquestes cèl·lules i les va donar el seu nom actual. Als anys 1970s van aparèixer tincions enzimohistoquímiques i immunohistoquímiques que han permès visualitzar amb molta especificitat aquestes cèl·lules. Algunes de les més importants es citen a continuació:
Lectines: Les Lectines són proteïnes que s'uneixen a sucres amb alta afinitat i especificitat. S’han descrit lectines d’origen vegetal que, marcades amb biotina, amb enzims o amb fluorocroms, permeten visualitzar cèl·lules de micròglia en seccions de teixit o en cèl·lules en cultiu. Una de les més utilitzades és la lectina del tomàquet, que dona un cert marcatge també a les cèl·lules endotelials.
CD11b, CD45, CD68. Històricament els anticossos anti-CD11b, -CD45 o -CD68 s’han utilitzat molt com a marcadors microglials. Són anticossos que donen un fort marcatge microglial, però que no permeten distingir la micròglia d'altres macròfags del sistema nerviòs.

Cultiu primari mixte de cèl·lules glials de ratolí on la micròglia ha estat marcada amb anticossos anti-Iba1 (verd). La imatge inferior mostra tots els nuclis cel·lulars marcats en blau. Es pot observar que la majoria de les cèl·lules en aquest cultiu no es marquen amb Iba1 i, per tant, no són cèl·lules microglials. Són majoritàriament astròcits.

Iba1. Els anticossos anti-Iba1 reconeixen una petita proteïna adaptadora que uneix calci molt abundant a les cèl·lules de la micròglia. Tot i que no permet distingir micròglia d'altres macròfags del sistema nerviòs, els anticossos anti-Iba1 donen un senyal molt reprodudïble i han estat segurament el marcador microglial més utilitzat durant els primers anys del s.XXI.
P2RY12 i TMEM119. A finals de la dècada del 2010 s’han descrit nous marcadors microglials que per primera vegada permeten marcar les cèl·lules de micròglia sense marcar altres macròfags del sistema nerviós. Dos dels més utilitzats són els anticossos anti-P2RY12, que reconeixen un receptor purinèrgic i els anticossos anti-TMEM119 l que reconeixen una proteïna transmembrana de funció encara no definida. Aquests marcadors donen un senyal molt fort en micròglia en condicions homeostatiques, però malauradament no són tan bons marcadors de les cèl·lules de micròglia en estats activats

#### Marcadors moleculars (ARNm)
Mitjançant els marcadors descrits en l’apartat Marcadors histoquímics és relativament senzill distingir les cèl·lules microglials dels altres tipus cel·lulars principals del sistema nerviós (neurones, astròcits i oligodendròcits). Gràcies a l’avenç en les tècniques transcriptòmiques s’han pogut definir perfils moleculars d’expressió específics de les cèl·lules microglials, molt més complets i precisos. Aquests perfils permeten, per exemple, distingir cèl·lules microglials d'altres macròfags del sistema nerviós, establir el grau de semblança entre veritables cèl·lules de micròglia i diferents models de micròglia en cultiu o estudiar la heterogeneïtat de les cèl·lules microglials.
Estudis transcriptòmics han generat llistats de centenars de gens molt enriquits en les cèl·lules microglials, però encara no existeix un consens sobre un panell reduït de marcadors moleculars per definir el fenotip microglial. Tot i això, alguns dels gens més utilitzats en estudis transcriptòmics per a definir el fenotip microglial humà d’una mostra són C1QA, (GAS6), GPR34, (HEXB), MERTK, OLFML3, P2RY12, PROS1, SALL1, (TGFBR1), TMEM119, (TREM2), (TYRO3).

#### Marcadors per estudis deneuroimatge
La visualització de les cèl·lules de micròglia en el cervell humà de forma no invasiva és de gran interès en el diagnòstic de trastorns neurològics i potser psiquiàtrics. La tècnica de neuroimatge que permet una millor visualització de la micròglia és la tomografia per emissió de positrons (PET). La diana més utilitzada en aquests estudis es la proteína translocadora 18kDa (TSPO), durant molts anys anomenada Receptor Perifèric de Benzodiazepines. Es una proteína mitocondrial que es troba a baixes concentracions en el cervell en condicions normals. En situacions de neuroinflamació els seus nivells augmenten de forma marcada, especialment en cèl·lules microglials (REF), de manera que els radiolligands (molècules marcades amb radioactivitat que s'uneixen amb alta afinitat a un receptor) que s’uneixen a TSPO permeten fer un seguiment de l’activació microglial en individus humans vius. El radiolligand més utilitzat per visualitzar TSPO mitjançant PET és el [11C]PK11195. Donat que TSPO no és una proteïna exclusivament glial, s’estan investigant noves dianes com ara P2X7, CNR2, COX-2 o CSF1R.

### Aïllament de cèl·lules microglials (FACS i MACS)
En alguns estudis pot ser important separar les cèl·lules microglials d’una barreja de cèl·lules. Això és especialment clar quan es treballa amb teixit nerviós humà o d’animals d’experimentació, però també pot ser necessari per separar els tipus cel·lulars d’un cultiu mixt. Per a separar les cèl·lules microglials d’una barreja multicel·lular, els dos mètodes més utilitzats són la separació cel·lular per fluorescència (FACS, Fluorescence activated cell sorting), i la separació cel·lular immunomagnètica (MACS, Magnetic activated cell sorting). En ambdós casos cal disgregar el teixit inicialment, enzimàticament i/o mecànicament, per aconseguir una suspensió unicel·lular a partir de la qual s’aïllen les cèl·lules microglials utilitzant les tècniques de FACS o de MACS
FACS (separació cel·lular per fluorescència). És un tipus especialitzat de citometria de flux. Un dels mètodes més utilitzats consisteix en incubar la suspensió unicel·lular amb anticossos anti-CD11b i anti-CD45 marcats amb dos fluorocroms diferents i identificar com a cèl·lules microglials les que tenen marcatge per CD11b i marcatge intermedi per CD45 (CD11b+ CD45int). Un mètode alternatiu en el cas d’estudis amb ratolins transgènics on la micròglia te un marcatge fluorescent intrínsec, consisteix a fer servir aquesta fluorescència intrínseca per a separar la micròglia mitjançant FACS.
MACS (separació cel·lular immunomagnètica). En aquesta tècnica la suspensió unicel·lular s’incuba amb anticossos conjugats a petites boles magnètiques. Es fa passar la suspensió per una columna magnètica que reté les cèl·lules a les que s’ha unit l’anticòs. Per aïllar les cèl·lules de micròglia amb aquesta tècnica és habitual l’ús d’anticossos anti-CD11b.